# یوسیپا لیساک
یوسیپا لیساک (انگلیسی: Josipa Lisac؛ زادهٔ ۱۴ فوریهٔ ۱۹۵۰) خواننده و موسیقی‌دان برجسته اهل کرواسی است که به‌دلیل سبک منحصربه‌فرد و صدای خاص خود شهرت دارد. او از دهه ۱۹۷۰ به عنوان یکی از تأثیرگذارترین هنرمندان موسیقی راک و پاپ در منطقه بالکان شناخته می‌شود. لیساک با نوآوری در موسیقی و اجراهای خلاقانه، جایگاه ویژه‌ای در موسیقی کرواسی پیدا کرده و همچنان فعال است. او به خاطر کنترآلتو منحصر به فردش شناخته شده است. لیساک به‌طور گسترده‌ای به عنوان یکی از برجسته‌ترین خوانندگان زن در موسیقی پاپ یوگسلاوی شناخته می‌شود.
او کار حرفه‌ای خود را به عنوان خواننده گروه راک او هارا در سال ۱۹۶۷ آغاز کرد و بلافاصله توجه مخاطبان و رسانه‌های یوگسلاوی را جلب کرد. در سال ۱۹۶۸، به گروه زلاتنی آکوردی پیوست و در همان سال، حرفه solo خود را آغاز کرد. در مرحله ابتدایی حرفه انفرادی‌اش، در جشنواره‌های موسیقی پاپ یوگسلاوی شرکت کرد و توجه زیادی از عموم مردم جلب کرد.
پس از یک سری تک‌آهنگ، آلبوم اولین خود Dnevnik jedne ljubavi را در سال ۱۹۷۳ منتشر کرد که امروزه به‌طور گسترده‌ای یکی از بهترین آلبوم‌های تاریخ موسیقی پاپ یوگسلاوی محسوب می‌شود. این آلبوم شامل آهنگ‌هایی بود که توسط همسرش کارلو متیکوش ساخته شده بود و او در سال‌های بعدی نقش مهمی در حرفه او ایفا کرد. پس از انتشار آلبوم دوم خود، آلبومی جاز فیوژن که با بی.پی. کانوینشن بیگ بند اینترنشنال ضبط شده بود و سومین آلبوم استودیویی‌اش، Made in U.S.A. که شامل آهنگ‌هایی بود که توسط تعدادی از ترانه‌سرایان مشهور آمریکایی نوشته شده بود، لیساک به سمت صداهای معاصر راک گرایش پیدا کرد.
انتشارهای بعدی او، علی‌رغم آوردن چندین آهنگ موفق، نتوانستند موفقیت تجاری و انتقادی آلبوم اولیه‌اش را تکرار کنند. در اواسط دهه ۱۹۸۰، او به اجرا در جشنواره‌های پاپ یوگسلاوی روی آورد و در لباس‌های پرزرق و برق و عجیب و غریب ظاهر شد. مرحله جدیدی از حرفه او با آلبوم Boginja در سال ۱۹۸۷ به اوج خود رسید. پس از درگذشت میکوش در سال ۱۹۹۱، او کنسرت‌هایی به یاد او برگزار کرد که سه تا از آنها به صورت آلبوم زنده منتشر شدند و در طول این سال‌ها سه آلبوم استودیویی دیگر منتشر کرد که آخرین آلبوم استودیویی‌اش، Živim po svom در سال ۲۰۰۹ بود. در طول دوران حرفه‌ای خود، لیساک با تعدادی از هنرمندان صحنه موسیقی کرواسی و یوگسلاوی همکاری کرده و جوایز زیادی برای آثار خود دریافت کرده است.

## زندگی
جوسیپا لیساک در ۱۴ فوریه ۱۹۵۰ در زاگرب به دنیا آمد. او کار خود را به عنوان خواننده در سال ۱۹۶۱ آغاز کرد و عضو اچ‌آرتی گروه کر بود.

## حرفه

### آغاز حرفه‌ای: اوهارا و زلاتنی آکوردی (۱۹۶۷–۱۹۶۸)
در سال ۱۹۶۷، لیساک به عنوان خواننده گروه اوهارا انتخاب شد و جایگزین مارسلا مانگر شد. با ورود لیساک، گروه از ویژگی خاص خود چندصدایی فاصله گرفت و بر صدای لیساک تأکید بیشتری کرد. در این دوران، لیساک یکی از اولین حضورهای تلویزیونی خود را داشت و با اوهارا در برنامه محبوب شرکت رادیو و تلویزیون صربستان به نام «کنسرت برای دنیای جوانان دیوانه» (Koncert za ludi mladi svet) شرکت کرد و نسخه‌هایی از آهنگ‌های "یک روز" و "I Can't See Nobody" را اجرا کرد.
در سال ۱۹۶۸، لیساک و آهنگساز و رهبر گروه اوهارا، فرانوی پاراچ، به گروه زلاتنی آکوردی پیوستند و گروه اوهارا منحل شد. با زلاتنی آکوردی، لیساک در نسخه ۱۹۶۸ جشنواره برجسته جشنواره جوانان که در سوبوتیسا برگزار شد، با آهنگ «آفتاب برای ما می‌درخشد» («Sunce sja za nas») شرکت کرد. در همان سال، لیساک اولین تجربه ضبطی خود را با آلبوم دوم آلبوم چندآهنگه گروه زلاتنی آکوردی به نام «هالو تاکسی» داشت، که آهنگ اصلی آن ابتدا در نسخه ۱۹۶۸ جشنواره «واش شلگر سزون» (Your موسیقی اشلاگر of the Season) اجرا شده بود. لیساک همچنین در جشنواره اپاتیا ۱۹۶۸ اولین اجرای مستقل خود را داشت و آهنگ «Što me čini sretnom» ("چه چیزی مرا خوشحال می‌کند") را اجرا کرد که توسط آرسن دیدیچ نوشته شده بود و در همان جشنواره توسط بیسرا ولتانلیچ اجرا شد (طبق قوانین جشنواره‌های موسیقی یوگسلاوی دهه ۱۹۶۰ که می‌طلبید آهنگ‌های رقابتی توسط دو خواننده مختلف اجرا شوند). این آهنگ توسط مخاطبان جشنواره به عنوان سومین آهنگ برتر انتخاب شد. پس از این اجرا، در پاییز همان سال، لیساک از گروه زلاتنی آکوردی جدا شد تا حرفه‌ای مستقل را آغاز کند.
در سال ۱۹۶۷، لیساک به عنوان خواننده گروه اوهارا انتخاب شد و جایگزین مارسلا مانگر شد. با ورود لیساک، گروه از ویژگی خاص خود چندصدایی فاصله گرفت و بر صدای لیساک تأکید بیشتری کرد. در این دوران، لیساک یکی از اولین حضورهای تلویزیونی خود را داشت و با اوهارا در برنامه محبوب شرکت رادیو و تلویزیون صربستان به نام «کنسرت برای دنیای جوانان دیوانه» (Koncert za ludi mladi svet) شرکت کرد و نسخه‌هایی از آهنگ‌های "یک روز" و "I Can't See Nobody" را اجرا کرد.
در سال ۱۹۶۸، لیساک و آهنگساز و رهبر گروه اوهارا، فرانوی پاراچ، به گروه زلاتنی آکوردی پیوستند و گروه اوهارا منحل شد. با زلاتنی آکوردی، لیساک در نسخه ۱۹۶۸ جشنواره برجسته جشنواره جوانان که در سوبوتیسا برگزار شد، با آهنگ «آفتاب برای ما می‌درخشد» («Sunce sja za nas») شرکت کرد. در همان سال، لیساک اولین تجربه ضبطی خود را با آلبوم دوم آلبوم چندآهنگه گروه زلاتنی آکوردی به نام «هالو تاکسی» داشت، که آهنگ اصلی آن ابتدا در نسخه ۱۹۶۸ جشنواره «واش شلگر سزون» (Your موسیقی اشلاگر of the Season) اجرا شده بود. لیساک همچنین در جشنواره اپاتیا ۱۹۶۸ اولین اجرای مستقل خود را داشت و آهنگ «Što me čini sretnom» ("چه چیزی مرا خوشحال می‌کند") را اجرا کرد که توسط آرسن دیدیچ نوشته شده بود و در همان جشنواره توسط بیسرا ولتانلیچ اجرا شد (طبق قوانین جشنواره‌های موسیقی یوگسلاوی دهه ۱۹۶۰ که می‌طلبید آهنگ‌های رقابتی توسط دو خواننده مختلف اجرا شوند). این آهنگ توسط مخاطبان جشنواره به عنوان سومین آهنگ برتر انتخاب شد. پس از این اجرا، در پاییز همان سال، لیساک از گروه زلاتنی آکوردی جدا شد تا حرفه‌ای مستقل را آغاز کند.